# تپه زینگیرباشی
تپه زینگیرباشی مربوط به سده‌های میانه دوران‌های تاریخی پس از اسلام است و در شهرستان گرمی، بخش موران، دهستان اجارود شرقی، روستای قنبرلی واقع شده و این اثر در تاریخ ۳۰ بهمن ۱۳۸۶ با شمارهٔ ثبت ۲۱۰۵۱ به‌عنوان یکی از آثار ملی ایران به ثبت رسیده است.